# 歌まね読本
『歌まね読本』（うたまねとくほん）は、1962年10月2日から1967年12月26日までTBS系列局（一部を除く）で放送されていたTBS製作の歌謡バラエティ番組である。トクホン本舗（鈴木日本堂＝現・トクホン）の一社提供。放送時間は毎週火曜 19:30 - 20:00 （日本標準時）。

## 概要
金曜19:00枠の『歌まねチャンピオン』に替わってスタートした視聴者参加型のものまね歌謡番組。この番組はただシンプルにスターの歌まね一本で競いあっていた。

## 出演者

### 前期司会
- 石川進
- 柳家小ゑん（後の立川談志）
- ベニ・シスターズ

### 後期司会
- 高野昭平
- かしまし娘
- 八代英太
- 石井祥子

### 審査員
- 古賀政男 - 審査委員長。
- 他にゲストを審査員に招いていた。

## 審査方法
出場者はそれぞれ3人の違う歌手の歌まねで3曲を用意してチャンピオンに挑み、それに対して番組側は1曲ごとに鐘で合否を知らせていた。鐘連打で合格。鐘1つ・2つの場合は不合格で、合格まであと一歩という場合には2つ鳴らし、古賀が「惜しかったね」とコメントするのが恒例化していた。
チャンピオンがいなければ3人の歌まね合格者がその日のチャンピオンとなり、賞金3万円が贈られた。当時は大卒の初任給が平均1万円程度だったこともあり、3万円という金額は高価なものだったと言える。チャンピオンがいた場合には彼らは挑戦者となり、チャンピオンが先に1曲ものまねを披露してから（この時には鐘を鳴らさない）挑戦者が合格曲の中から1曲を選んで再度ものまねを披露。ここで鐘が1つか2つだとチャンピオンが勝ち抜きとなり、連打だと挑戦者の勝ちで新チャンピオン誕生となった。5人勝ち抜くとグランドチャンピオンに認定されて賞金5万円が、さらに年末のグランドチャンピオン大会で優勝すると10万円が贈られた。

## 紅白歌まね合戦
放送5周年を記念して行われた企画。過去5年間の歴代グランドチャンピオンの中から特に優秀だった8人を選び、本家『NHK紅白歌合戦』よろしく白組（男性チーム）対赤組（女性チーム）に分けて行われた。平常放送時には歌まねの評価のみが行われていたので出場者は私服で出演していたが、この回だけは本家に負けず劣らずの手の込んだ衣装合わせをし、ものまねする歌手と同じメーキャップを施して登場した。

## 備考
- 番組タイトルの「読本」は、鈴木日本堂の商標「トクホン」と掛けたものである。当時の同社提供番組にはこのようなタイトルを付けられたものが多かった。同社はその後、1975年10月放送開始の『ぴったし カン・カン』初期までこの時間帯のスポンサーを務めていた。
- ネット局の朝日放送は当時TBS系列に属していたが、土曜18:00枠での遅れネットを行っていた。当時同局は土曜19:30枠を自社製作ドラマ『部長刑事』の放送に使用しており、代わりに土曜19:30枠の『名犬ラッシー』→『こりゃまた結構』をこの火曜19:30枠を使ってネットしていたためである。
- 1963年（昭和38年）、小林幸子が、9歳（小学4年生）の時に、グランドチャンピオンになっている。

| TBS 火曜19:30枠 【本番組からトクホン本舗一社提供枠】                            | TBS 火曜19:30枠 【本番組からトクホン本舗一社提供枠】 | TBS 火曜19:30枠 【本番組からトクホン本舗一社提供枠】 |
| 前番組                                                                          | 番組名                                               | 次番組                                               |
| ------------------------------------------------------------------------------- | ---------------------------------------------------- | ---------------------------------------------------- |
| 若いやつ〜橋幸夫ショー〜 （1962年6月5日 - 1962年9月25日） 【金曜19:30枠へ移動】 | 歌まね読本 （1962年10月2日 - 1967年12月26日）        | 進め!ドリフターズ （1968年1月9日 - 1968年7月9日）    |